# St. Mariä Himmelfahrt (Königslutter)

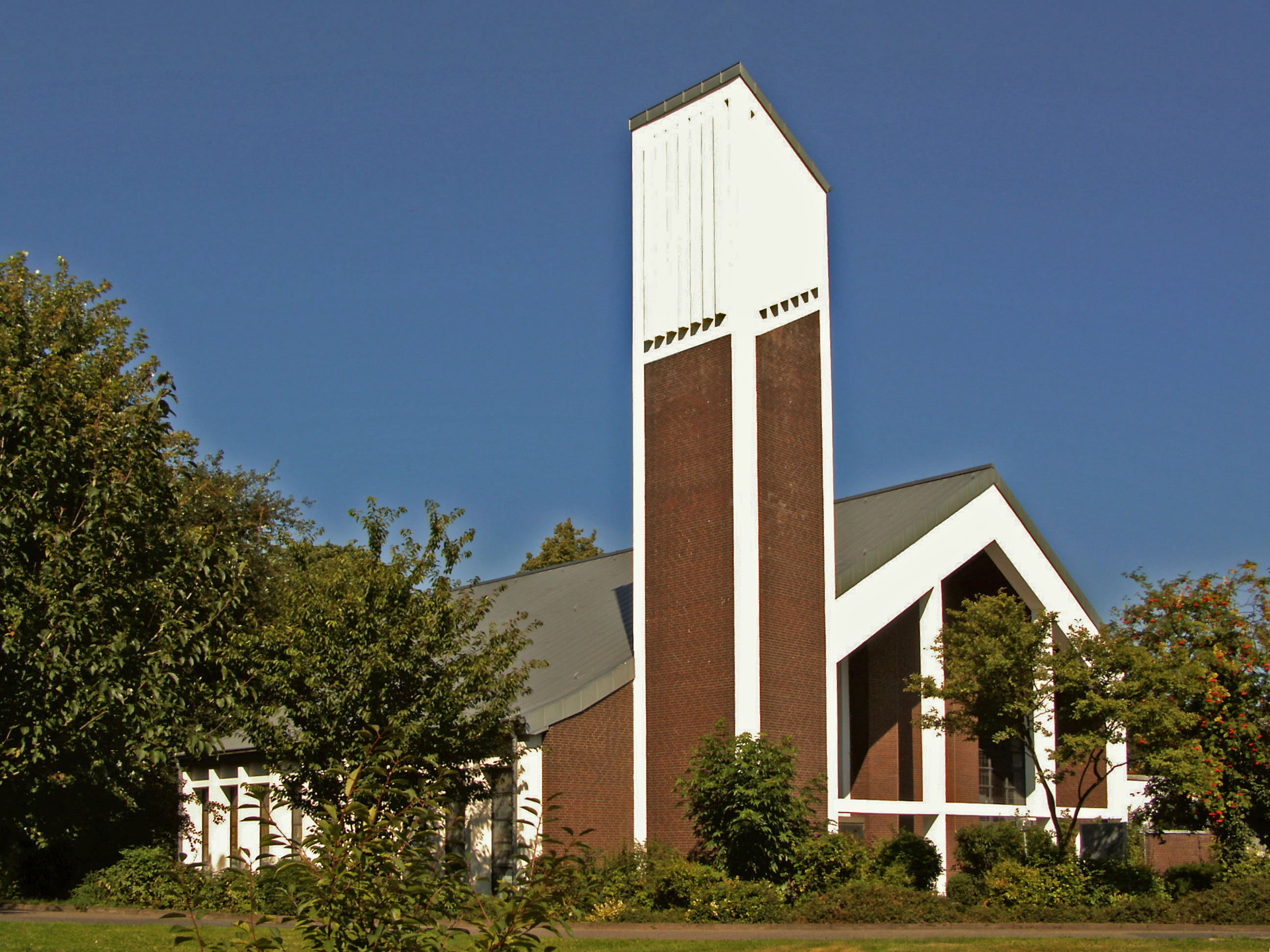
Außenansicht (2008)

Die Kirche Sankt Mariä Himmelfahrt, umgangssprachlich auch kurz St. Maria oder Marienkirche genannt, ist die katholische Kirche in Königslutter am Elm im Landkreis Helmstedt im Osten von Niedersachsen. Sie gehört zur Pfarrgemeinde St. Ludgeri mit Sitz in Helmstedt, im Dekanat Wolfsburg-Helmstedt des Bistums Hildesheim. Die Kirche ist nach der leiblichen Aufnahme Mariens in den Himmel benannt, ihr Einzugsgebiet umfasst das Stadtgebiet Königslutter sowie die Wolfsburger Stadtteile Almke und Neindorf.

## Geschichte
Mit der Einführung der Reformation in Königslutter im Jahr 1542 durch Johannes Bugenhagen wurden die damals drei Kirchen Königslutters, die Stadtkirche, die Clemenskirche des 1924 nach Königslutter eingemeindeten Dorfes Oberlutter und der Kaiserdom evangelisch-lutherisch.
Vom 1. April 1910 an fanden in der Landesheil- und Pflegeanstalt Königslutter gelegentlich katholische Gottesdienste durch Geistliche aus Süpplingen statt, ab 1913 auch für die katholischen Einwohner der Stadt Königslutter.
Nachdem sich katholische Arbeiter aus Schlesien und Polen in Königslutter niedergelassen hatten, wurde 1914 von der Kirchengemeinde St. Bonifatius in Süpplingen aus die Filialkirche St. Maria als erste nachreformatorische Kirche in Königslutter erbaut. Sie entstand nach Plänen des Architekten Theodor Böhme.
Ab 1945 stieg die Zahl der Katholiken in Königslutter und den umliegenden Ortschaften durch den Zuzug von Flüchtlingen und Heimatvertriebenen stark an. 1946 wurde Königslutter eine zur Kuratie Süpplingen gehörende Vikarie und erhielt einen eigenen Geistlichen, zuvor hielten Priester aus Süpplingen die Gottesdienste in Königslutter. 1949/50 wurde hinter der Kirche ein Jugendheim errichtet, das auch für Veranstaltungen anderer Gruppen der Kirchengemeinde genutzt wurde. Am 1. August 1956 wurde die Pfarrvikarie Königslutter zur selbstständigen Kirchengemeinde (Kuratiegemeinde) St. Maria erhoben.
1959 wurde ein Kirchbauverein gegründet, da die Kirche für die in der Nachkriegszeit gewachsene Gemeinde zu klein geworden war. Auch fehlte es an einem Pfarrhaus in Königslutter. Am 10. März 1968 erfolgte die Grundsteinlegung für die heutige Kirche, die auf dem gleichen Grundstück wie die bisherige Kirche errichtet wurde. Zuvor war das Jugendheim für den Kirchenneubau abgerissen worden. Am 15./16. März 1969 erfolgte die Konsekration der neuen Kirche durch Bischof Heinrich Maria Janssen, damals war Heinz-Georg Elbracht (1929–2017) Pastor der Kirchengemeinde. Die alte Kirche wurde abgerissen. 1972 erhielt die Kirche eine von den Gebrüdern Krell aus Duderstadt erbaute Orgel. 1976 folgte die Erhebung der Kirchengemeinde zur Pfarrei, und ihr Einzugsgebiet wurde vergrößert. 1978 bekam die Kirche vier Glocken, 1980 das Mosaik an der Altarrückwand.
Ab 1987 wurde vom Pfarrer aus Königslutter auch die Kirchengemeinde in Süpplingen mitbetreut. Am 1. März 1998 wurde das Dekanat Helmstedt, zu dem auch die Kirche gehörte, mit dem Dekanat Wolfenbüttel zum neuen Dekanat Helmstedt-Wolfenbüttel zusammengeschlossen. Im Frühjahr 2002 wurde eine neue Orgel angeschafft, das Vorgängerinstrument kam in die Kirche St. Joseph in Wolsdorf. 2003 bekam die Kirche eine neue Dacheindeckung und eine neue Heizung, um 2005 wurde vor der Kirche eine Marienstatue aufgestellt. Seit dem 1. November 2006 gehört die Kirche zum damals neu gegründeten Dekanat Wolfsburg-Helmstedt, das aus den Dekanaten Wolfsburg und dem Helmstedter Teil des Dekanates Helmstedt-Wolfenbüttel entstand. Seit dem 1. September 2008 gehört die Kirche zur Pfarrgemeinde St. Ludgeri in Helmstedt und hat keinen ortsansässigen Geistlichen mehr, die Pfarrei Königslutter wurde in diesem Zusammenhang aufgehoben. Zum Einzugsgebiet der Kirche gehörten 2008 etwa 1800 Katholiken. 2015 wurde unter dem Dachüberstand auf der Eingangsseite durch Einsetzen von Fenstern ein Vorraum geschaffen.

## Architektur und Ausstattung

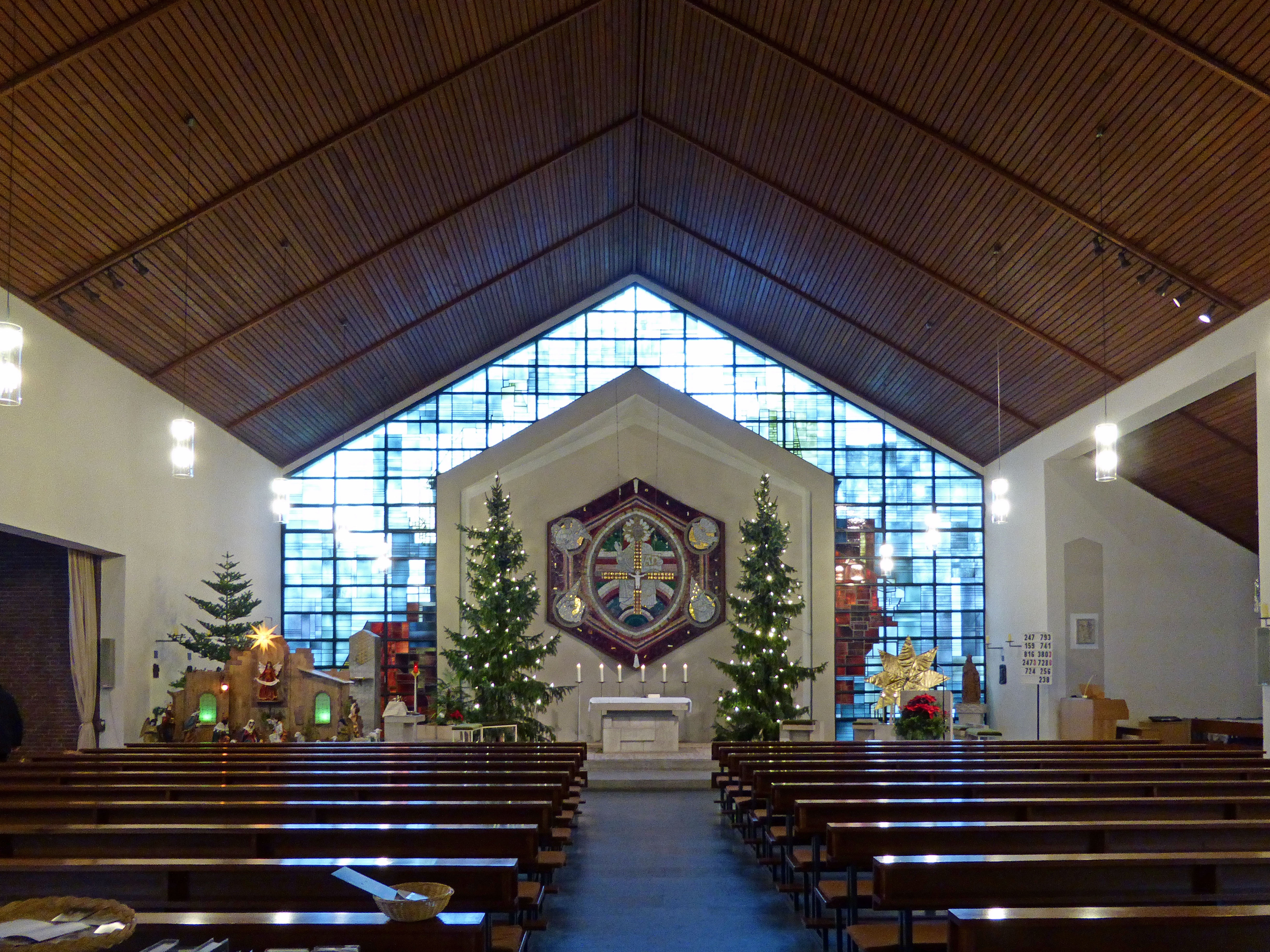
Innenansicht

Die Kirche mit ihrem 19 Meter hohen Turm wurde nach Plänen des Architekten Wolfgang Tschirschwitz (Braunschweig) erbaut, sie steht in rund 127 Meter Höhe über dem Meeresspiegel auf dem Grundstück Bahnhofstraße 13.
Das Gotteshaus bietet rund 190 Sitzplätze. Die Gestaltung des Innenraumes und der Buntglasfenster erfolgte durch Claus Kilian, die Ausführung der Buntglasfenster erfolgte 1969 durch die Glasmalerei Oidtmann aus Linnich. In die Nordwand der Kirche ist ein Beichtstuhl eingelassen, zur Ausstattung gehört eine elektronische Johannus-Orgel. Das Mosaik an der Rückwand des Altarraums wurde 1980 angebracht und stellt Jesus Christus als Weltenrichter dar, umgeben von den vier Evangelistensymbolen. Diese Darstellung ist auch an der Apsis des Kaiserdoms zu sehen. An der Rückwand zeigen kleine Statuen Maria mit dem Kind sowie die Apostel Paulus von Tarsus und Simon Petrus. Die historische Marienstatue stammt aus Bayern und war ein Geschenk des Bischofs anlässlich der Kirchweihe 1969. In die Wand hinter der Marienstatue sind Versteinerungen eingelassen.